# Dirk Crois
Dirk Crois (Brujas, 18 de abril de 1961) es un deportista belga que compitió en remo. Participó en tres Juegos Olímpicos de Verano entre los años 1984 y 1992, obteniendo una medalla de plata en Los Ángeles 1984 en la prueba de doble scull.

## Palmarés internacional
| Juegos Olímpicos | Juegos Olímpicos             | Juegos Olímpicos | Juegos Olímpicos |
| Año              | Lugar                        | Medalla          | Prueba           |
| ---------------- | ---------------------------- | ---------------- | ---------------- |
| 1984             | Los Ángeles (Estados Unidos) | Medalla de plata | Doble scull      |